# Steady Nelson
Horace Steadman "Steady" Nelson (Jefferson (Texas), 1913 - 1988) was een Amerikaanse jazz-trompettist en -zanger in het swing-tijdperk.
Na zijn schooltijd speelde Nelson in allerlei regionale bands. Dankzij Harry James kwam hij in het New Yorkse muziekleven terecht. Hij werd in 1939 lid van het orkest van Woody Herman, waarin hij tot 1942 speelde. Bij Herman speelde en zong hij op veel platen: hij speelde bijvoorbeeld leadtrompet in Hermans grote hit "Woodchopper's Ball". Hierna werkte Nelson bij Hal McIntyre (1942) en Casa Loma Orchestra van Glen Gray (1943) en toerde hij met Horace Heidt. In 1943 verhuisde hij naar Los Angeles, waar hij ging werken in het radio-orkest van NBC, dat speelde in rechtstreekse radioprogramma's van onder meer Bob Crosby.
In 1949 besloot Nelson de muziekwereld vaarwel te zeggen en werd hij accountant. Later ging hij toch weer spelen in allerlei regionale groepen (waaronder een dixieland-band en een polka-groep). Tevens trad hij op als solist en speelde hij af en toe met een eigen combo.